# Nathan Trent
Nathan Trent, pseudonimo di Nathanaele Koll (Innsbruck, 4 aprile 1992), è un cantante austriaco con origini italiane. È stato selezionato per rappresentare la sua nazione all'Eurovision Song Contest 2017 con la canzone Running on Air.

## Biografia
Nato nel Tirolo da padre austriaco e madre italiana (una nobildonna triestina), Nathan è cresciuto bilingue. Suo padre è un violinista presso il Teatro Nazionale di Innsbruck, dove Nathan ha coltivato la sua passione per la musica e per le arti. Nel 2003 ha preso parte al talent show austriaco per bambini Kiddy Contest, dove si è piazzato nono con la sua canzone Fußball. Nel 2011 ha partecipato alla versione tedesca di The X Factor come parte del duo Boys II Hot, piazzandosi dodicesimo.
Il 18 giugno 2016 è stato pubblicato il singolo di debutto di Nathan, intitolato Like It Is. Il 19 dicembre 2016 l'ente nazionale radiotelevisivo austriaco ORF ha confermato di avere selezionato internamente Nathan Trent per rappresentare l'Austria all'Eurovision Song Contest 2017, che si è svolta a maggio 2017 a Kiev, in Ucraina. L'artista è stato selezionato da Eberhard Forcher e Christof Straub in seguito a un programma di ricerca per nuovi talenti austriaci. La sua canzone, Running on Air, è stata pubblicata il 28 febbraio 2017. Trent ne ha fatto poi una versione in italiano intitolata Fino a che volerò e una in spagnolo chiamata Aire.

## Discografia

### Singoli
- 2016 - Like It Is
- 2017 - Running on Air
- 2017 - Good Vibes
- 2018 - Secrets (feat. J-MOX)
- 2018 - Killer
- 2019 - Legacy
- 2019 - Over You (feat. J-MOX)
- 2019 - I Got Me
- 2023 - E penso a te